# 杰富瑞
富瑞集團有限公司（Jefferies Group LLC）为Leucadia National Corporation：LUK子公司，总部位于美国纽约，是一家全球性的投资银行。在全球25個地区设有代表处；包括紐約、洛杉矶、舊金山、倫敦、杜拜、香港及東京。

## 历史

### 1962-1987
杰富瑞是由博伊德-杰富瑞于1962年创立的。公司以30,000美元的借贷资本起家，博伊德-杰弗瑞用这笔钱购买了太平洋海岸证券交易所的一个席位。在早期，公司是一个成功的交易商，也是后来被称为 "第三市场 "的先驱，该市场允许机构投资者之间以场外交易的方式直接交易上市股票，为买家提供流动性和匿名性。除了第三市场的优势之外，杰富瑞还在1964年率先使用了分拆佣金。到1965年，杰富瑞已经加入了底特律、中西部、波士顿和费城的证券交易所。1967年，公司加入了纽约证券交易所（NYSE），在纽约开设了一个五人办事处。不断增长的第三市场帮助杰富瑞在那些年里成为纽约证券交易所规模和交易量第七大的公司。
1969年，杰富瑞被总部位于明尼阿波利斯的Investors Diversified Services（IDS）收购，后者是当时美国第二大金融服务公司，并放弃了所有的证券交易所会员资格。杰富瑞将这次收购视为一种手段，通过增加资本来扩大其机构业务规模。然而，由于IDS没有从经纪商业务中获得至少50%的总收入，根据交易所规则318，杰富瑞不得不退出纽约交易所。1971年，IDS和杰富瑞对交易所提起了反托拉斯诉讼，要求赔偿600万美元。杰弗瑞及其母公司声称，纽约证券交易所的大板是一种非法垄断，将其排除在外使公司处于竞争劣势。1973年，主审法官通知纽约证券交易所，他计划做出有利于杰弗瑞的裁决。只要80%的经纪业务是与公众进行的，就可以向其他类型的公司拥有的经纪公司开放会员资格。1973年3月，杰富瑞重新加入交易所。
IDS拥有杰富瑞的时期是动荡的，最终在1973年9月，博伊德-杰富瑞买回了当时位于洛杉矶的公司。到1977年，杰富瑞已经在洛杉矶、纽约、芝加哥、达拉斯、波士顿和亚特兰大扩大了办事处。
1983年10月13日，杰富瑞上市，首次发行175万股，每股13美元。据《商业周刊》报道，到1984年，杰富瑞已跻身于十大最赚钱的上市券商之列。[引用]国际扩张使公司在伦敦建立了一个新的海外办事处，由弗兰克-巴克斯特领导。1986年，巴克斯特成为总裁和首席运营官，回到纽约管理公司。
1987年，博伊德-杰弗里被政府和证券交易委员会指控有两项证券违规行为。为客户Ivan Boesky "停放 "股票和违反客户保证金。杰弗里早先也曾对博伊斯基作证，他认罪；接受罚款和缓刑，禁止他在五年内从事证券业。公司本身没有受到指控，但其经纪部门受到了美国证券交易委员会的指责。博伊德-杰弗里于1987年从该公司辞职。

### 1988-1999
弗兰克-巴克斯特（Frank Baxter）于1987年接任首席执行官，在他的领导下，公司专注于多元化发展，超越了第三市场的定位。1990年，杰富瑞大约80%的收入来自股票大宗交易。同年，在当时第五大投资银行、位于洛杉矶的德雷克塞尔-伯恩汉姆-兰伯特公司（Drexel Burnham Lambert）倒闭后，杰富瑞雇佣了60名银行家和交易员，其中包括杰富瑞现任董事长兼首席执行官理查德-B-汉德勒。这些雇佣标志着公司进入了高收益市场和投资银行。三年后，杰富瑞从石油和天然气专业公司Howard Weil聘请了一批银行家，启动了其首个以行业为重点的投资银行业务。1994年3月，杰富瑞收购了澳大利亚股票经纪和企业咨询公司BBY Ltd的25%的股份。
巴克斯特的扩张计划还包括在电子交易、企业融资、国际可转债销售和衍生品销售方面的全球扩张。杰富瑞也迅速进入第四个市场：非交易所、基于计算机的（电子）交易。在第四个市场中，经纪人的地位被机构交易投资组合系统（POSIT）所取代，该系统进行投资组合交易并自动匹配买家和卖家。该公司在1987年创建了一个全资子公司--投资技术集团，以运行POSIT。投资技术集团最终在1999年被分拆为一个独立的上市公司。